# Torman II
Torman II — плавуче сховище зрідженого природного газу (ЗПГ), яке входить до комплексу ганського терміналу по прийому ЗПГ Тема.
Для введеного в дію у 2021 році ганського терміналу обрали схему, що передбачає використання плавучого сховища (FSU, floating storage unit). Останнє створили шляхом переобладнання на сінгапурській корабельні Sembcorp Marine танкера для перевезення зрідженого газу LNG Flora, який має ємність резервуарів у 127 000 м3 та був споруджений ще в 1993 році на корабельні компанії Kawasaki Sakaide Work у Сакайде. Torman II буде встановлене на довгострокову стоянку в порту Тема. ЗПГ, закачаний у його резервуари, передаватиметься до плавучої регазифікаційної установки Torman.
Станом на середину 2021 року Torman II все ще знаходилось на корабельні у Сінгапурі. Враховуючи готовність інших об'єкті термінала, для нього на період з травня 2021 по червень 2022 зафрахтували для використання як плавуче сховище судно Vasant 1 (належить до плавучих установок зі зберігання та регазифікації, проте до готовності індійського терміналу у Джафрабаді може залучатись для тимчасових проєктів).